# Христинівська міська рада
Христи́нівська міська́ ра́да — адміністративно-територіальна одиниця та орган місцевого самоврядування у Христинівському районі Черкаської області. Адміністративний центр — місто Христинівка.

## Загальні відомості
Христинівська міська рада утворена в 1956 році.
- Територія ради: 80 км²
- Населення ради: 11 528 осіб (станом на 2001 рік)

## Населені пункти
Міській раді підпорядковані населені пункти:
- м. Христинівка

## Склад ради
Рада складається з 32 депутатів та голови.
- Голова ради: Наконечний Микола Миколайович
- Секретар ради: Горохова Наталія Іванівна
- Перший заступник міського голови: Валюк Володимир Григорович
- Керуючий справами  виконавчого комітету: Киба Сергій Вадимович
- Начальник фінансового управління: Білецька Маргарита Володимирівна

### Керівний склад попередніх скликань
| Прізвище, ім'я, по батькові   | Основні відомості                                                           | Дата обрання | Дата звільнення |
| ----------------------------- | --------------------------------------------------------------------------- | ------------ | --------------- |
| Наконечний Микола Петрович    | Міський голова, 1962 року народження                                        | 26.03.2006   | 31.10.2010      |
| Наконечний Микола Петрович    | Міський голова, 1962 року народження, освіта вища, член партії Єдиний Центр | 31.10.2010   | 17.02.2013      |
| Наконечний Микола Миколайович | Міський голова, 1982 року народження, освіта вища, безпартійний             | 25.05.2014   |                 |

Примітка: таблиця складена за даними сайту Верховної Ради України

### Депутати
За результатами місцевих виборів 2010 року:
- Кількість мандатів: 32
- Кількість мандатів, отриманих за результатами виборів: 22
- Кількість мандатів, що залишаються вакантними: 10

#### За суб'єктами висування
| Суб'єкт висування                                       | Кількість обраних депутатів | %    |
| ------------------------------------------------------- | --------------------------- | ---- |
| Єдиний Центр                                            | 15                          | 68,2 |
| Партія регіонів                                         | 4                           | 18,2 |
| Політична партія Всеукраїнське об'єднання «Батьківщина» | 3                           | 13,6 |

#### За округами
| № округу                                                | Прізвище, ім'я, по батькові    | Дата визнання обраним | Освіта             | Партійна приналежність                        | Відомості про обраного депутата                                                |
| ------------------------------------------------------- | ------------------------------ | --------------------- | ------------------ | --------------------------------------------- | ------------------------------------------------------------------------------ |
| Єдиний Центр                                            |                                |                       |                    |                                               |                                                                                |
| 2                                                       | Вінічук Олег Дмитрович         | 05.11.2010            | вища               | член Єдиного Центру                           | приватний підприємець                                                          |
| 3                                                       | Куник Михайло Іванович         | 05.11.2010            | середня спеціальна | позапартійний                                 | Локомотивне ДЕПО ст. Христинівка, коваль                                       |
| 4                                                       | Висоцька Тамара Олексіївна     | 05.11.2010            | середня спеціальна | позапартійна                                  | Христинівське ВУЖКГ, майстер житлового фонду                                   |
| 5                                                       | Санєєва Оксана Володимирівна   | 05.11.2010            | вища               | позапартійна                                  | Спілка підприємці у Христинівському районі, голова                             |
| 6                                                       | Ісаков Валентин Миколайович    | 05.11.2010            | вища               | член Єдиного Центру                           | Христинівське ВУЖКГ, головний інженер                                          |
| 7                                                       | Панський Олексій Іванович      | 05.11.2010            | середня спеціальна | позапартійний                                 | приватний підприємець                                                          |
| 8                                                       | Кревсун Микола Ілліч           | 05.11.2010            | вища               | позапартійний                                 | Христинівська міська рада, секретар                                            |
| 9                                                       | Кузьміна Тамара Степанівна     | 05.11.2010            | вища               | член Єдиного Центру                           | Дитячий навчальний заклад № 2 , завідувачка                                    |
| 10                                                      | Робочий Микола Костянтинович   | 05.11.2010            | вища               | позапартійний                                 | Христинівська районна рада, спеціаліст                                         |
| 11                                                      | Сагайдак Юрій Володимирович    | 05.11.2010            | середня спеціальна | член Єдиного Центру                           | приватний підприємець                                                          |
| 12                                                      | Севастянов Микола Миколайович  | 05.11.2010            | середня спеціальна | позапартійний                                 | тимчасово не працює                                                            |
| 13                                                      | Мірошечкін Віталій Валерійович | 05.11.2010            | вища               | член Єдиного Центру                           | тимчасово не працює                                                            |
| 14                                                      | Кравчук Віктор Васильович      | 05.11.2010            | вища               | позапартійний                                 | Христинівська районна лікарня, лікар-хірург                                    |
| 15                                                      | Шевченко Олена Вікторівна      | 05.11.2010            | вища               | позапартійна                                  | Дитячий навчальний заклад № 5 , завідувачка                                    |
| 16                                                      | Безпалько Віктор Сильвестрович | 05.11.2010            | середня спеціальна | член Єдиного Центру                           | Христинівське ВУЖКГ, начальник                                                 |
| Партія регіонів                                         |                                |                       |                    |                                               |                                                                                |
| б/м                                                     | Плетньова Ірина Григорівна     | 05.11.2010            | вища               | член Партії регіонів                          | Христинівська районна рада, головний спеціаліст                                |
| б/м                                                     | Росада Володимир Петрович      | 05.11.2010            | середня спеціальна | член Партії регіонів                          | приватний підприємець                                                          |
| б/м                                                     | Ямкова Людмила Петрівна        | 05.11.2010            | вища               | позапартійна                                  | Христинівська районна аптека № 84, завідувачка                                 |
| б/м                                                     | Добринська Валентина Петрівна  | 05.11.2010            | вища               | позапартійна                                  | Редакція Христинівської районної газети «Трибуна хлібороба», головний редактор |
| Політична партія Всеукраїнське об'єднання «Батьківщина» |                                |                       |                    |                                               |                                                                                |
| б/м                                                     | Суржко Олег Олександрович      | 05.11.2010            | вища               | член Всеукраїнського об'єднання «Батьківщина» | приватний підприємець                                                          |
| б/м                                                     | Бурлака Володимир Михайлович   | 05.11.2010            | вища               | член Всеукраїнського об'єднання «Батьківщина» | приватний підприємець                                                          |
| 1                                                       | Сухецька Наталія Іванівна      | 05.11.2010            | вища               | член Всеукраїнського об'єднання «Батьківщина» | Христинівська Центральна бібліотека, провідний бібліотекар                     |